# Майдан-Великий (Замойський повіт)
Майдан-Великий (пол. Majdan Wielki) — село в Польщі, у гміні Краснобруд Замойського повіту Люблінського воєводства.
Населення — 922 особи (2011).

## Демографія
Демографічна структура станом на 31 березня 2011 року:
|          | Загалом | Допрацездатний вік | Працездатний вік | Постпрацездатний вік |
| -------- | ------- | ------------------ | ---------------- | -------------------- |
| Чоловіки | 503     | 99                 | 330              | 74                   |
| Жінки    | 419     | 89                 | 216              | 114                  |
| Разом    | 922     | 188                | 546              | 188                  |